# まいにちロシア語
まいにちロシア語（まいにちろしあご）は、NHKラジオ第2放送で放送されているロシア語の語学番組。

## 概要
2008年度から前身の『ロシア語講座』を引き継いでいる。番組内容は半年間毎（上半期4～9月、下半期10月～翌年3月）をワンセットとして、月火水曜日は入門編ないし初級編レベル、木金曜日は応用編レベルを放送する。2014年度以降、上半期の入門編・初級編が新作、下半期のそれが旧作、一方で上半期の応用編が旧作、下半期のそれが新作となっている。
テレビ講座が2022年3月の『ロシアゴスキー』終了をもって廃止されたため、本番組が唯一のロシア語の語学番組となっている。
2009年度から2014年度まで『まいにちロシア語』とは別の番組として『アンコールまいにちロシア語』があり、『まいにちロシア語』旧作を別枠で放送していたが、本項目であわせて記述する。

## 放送時間（NHKラジオ第2放送）
- 毎週月曜日〜金曜日

8時50分 - 9時05分（本放送）
11時30分 - 11時45分（同日放送分の再放送）
14時15分 - 14時30分（同日放送分の再放送）
23時25分 - 23時40分（同日放送分の再放送）

## インターネットによる番組配信
- 「らじる★らじる」アプリおよび「らじる★らじる」ウェブサイトでは、リアルタイムの本放送および再放送のほか、本放送の放送直後から1週間、聴くことができる。
- 「NHKゴガク」アプリでは、本放送の翌週月曜日午前10時から1週間、聴くことができる（一部を除く）。

## 放送内容・講師・パートナー
- 入門編（基本編・初級編・中級編）は、月・火・水曜日に放送する[注釈 1]。
- 応用編（実践編・上級編）は、木・金曜日に放送する[注釈 2]。

### まいにちロシア語（2025年度）
- 恩田義徳（東京外国語大学非常勤講師）／後藤クセーニヤ（慶応義塾大学非常勤講師）、アレクセイ・ラフーボ（NHK国際放送局ロシア語アナウンサー）（2025年4月～9月、初級編（月～水））「しくみが分かる、使えるロシア語」（新作）
- 金子百合子（神戸市外国語大学教授）／エレーナ・スタリツィナ（神戸市外国語大学非常勤講師）（2025年4月～9月、応用編（木・金））「オクブカ・グラマチカ文法手がかり足がかり」（2023年10月～2024年3月の再放送）

### まいにちロシア語（2008年度–2024年度）
| 年度      | 時期 | 曜日  | レベル                                     | 月                                         | 題                                                         | 講師                                                         | パートナー                                                    | 新作・再放送 |
| --------- | ---- | ----- | ------------------------------------------ | ------------------------------------------ | ---------------------------------------------------------- | ------------------------------------------------------------ | ------------------------------------------------------------- | --- |
| 2008年度  | 前半 | 月-金 | 初級編                                     | 4月-9月                                    | 文字からゆっくり 〜カタツムリの初級編                      | 黒田龍之助 （言語学者）                                      | 藤枝・グトワ・エカテリーナ                                    | 新作 後に再放送（『アンコールまいにちロシア語』2009年4月~2009年9月) 後に再放送（『アンコールまいにちロシア語』2010年4月~2010年9月) |
| 2008年度  | 後半 | 月-水 | 中級編                                     | 10月-3月                                   | 文法もゆっくり 〜カタツムリの中級編                        | 黒田 龍之助 （言語学者）                                     | 藤枝・グトワ・エカテリーナ                                    | 新作 後に再放送（『アンコールまいにちロシア語』2009年10月~2010年3月) 後に再放送（『アンコールまいにちロシア語』2010年10月~2010年3月) |
| 2008年度  | 後半 | 木-金 | 実践編                                     | 10月-3月                                   | 会話力アップの実践編                                       | 貝澤哉 （早稲田大学教授）                                    | オクサーナ・ピスクノーワ ヴァレリー・グレチコ                 | 新作 後に再放送（『アンコールまいにちロシア語』2009年10月~2010年3月) 後に再放送（『まいにちロシア語』2014年10月~2015年3月) |
| 2009年度  | 前半 | 月-金 | 基本編                                     | 4月-9月                                    | ゆっくりじっくり基本編                                     | 熊野谷葉子 （慶應義塾大学非常勤講師）                        | ニキータ・シュリガー                                          | 新作。 後に再放送（『まいにちロシア語』2009年10月~2010年3月、および、『アンコールまいにちロシア語』において2011年4～9月） |
| 2009年度  | 後半 | 月-金 | 2009年度前半の「まいにちロシア語」の再放送 | 2009年度前半の「まいにちロシア語」の再放送 | 2009年度前半の「まいにちロシア語」の再放送                 | 2009年度前半の「まいにちロシア語」の再放送                   | 2009年度前半の「まいにちロシア語」の再放送                    | 2009年度前半の「まいにちロシア語」の再放送 |
| 2010年度  | 前半 | 月-金 | 基本編                                     | 4月-9月                                    | 気軽に話そう 単語から始める基本編                          | 柳町 裕子 （新潟県立大学准教授）                             | ヤロスラフ・シュラトフ ヴィクトリヤ・ネスティロワ             | 新作 後に再放送（『まいにちロシア語』2010年10月~2011年3月) |
| 2010年度  | 後半 | 月-金 | 2010年度前半の「まいにちロシア語」の再放送 | 2010年度前半の「まいにちロシア語」の再放送 | 2010年度前半の「まいにちロシア語」の再放送                 | 2010年度前半の「まいにちロシア語」の再放送                   | 2010年度前半の「まいにちロシア語」の再放送                    | 2010年度前半の「まいにちロシア語」の再放送 |
| 2011年度  | 前半 | 月-水 | 入門編                                     | 4月-9月                                    | ファーストステップ 〜基礎の基礎・完全理解！                | 源貴志 （早稲田大学教授）                                    | オリガ・ヤレムチューク                                        | 新作 後に再放送（『まいにちロシア語』2011年10月~2012年3月) |
| 2011年度  | 前半 | 木-金 | 応用編                                     | 4月-9月                                    | ニュースがわかる・応用編                                   | 鈴木義一 （東京外国語大学教授）                              | ヤロスラフ・シュラトフ                                        | 新作 後に再放送（『アンコールまいにちロシア語』2013年10月~2014年3月) |
| 2011年度  | 後半 | 月-金 | 2011年度前半の「まいにちロシア語」の再放送 | 2011年度前半の「まいにちロシア語」の再放送 | 2011年度前半の「まいにちロシア語」の再放送                 | 2011年度前半の「まいにちロシア語」の再放送                   | 2011年度前半の「まいにちロシア語」の再放送                    | 2011年度前半の「まいにちロシア語」の再放送 |
| 2012年度  | 前半 | 月-水 | 入門編                                     | 4月-9月                                    | 気持ちを伝える入門編                                       | 八島 雅彦 （東京外国語大学非常勤講師）                       | デニス・モロゾフ ダリヤ・アレクサトキナ                       | 新作 後に再放送（『アンコールまいにちロシア語』2014年4月~2014年9月) |
| 2012年度  | 前半 | 木-金 | 応用編                                     | 4月-9月                                    | 気軽に話そう 単語を極める応用編                            | 柳町 裕子 （新潟県立大学准教授）                             | オリガ・ゴロヴィナ                                            | 新作 2010年度前半「気軽に話そう 単語から始める基本編」の続編。 後に再放送（『まいにちロシア語』2015年4月~9月) |
| 2012年度  | 後半 | 月-金 | 2012年度前半の「まいにちロシア語」の再放送 | 2012年度前半の「まいにちロシア語」の再放送 | 2012年度前半の「まいにちロシア語」の再放送                 | 2012年度前半の「まいにちロシア語」の再放送                   | 2012年度前半の「まいにちロシア語」の再放送                    | 2012年度前半の「まいにちロシア語」の再放送 |
| 2013年度  | 前半 | 月-水 | 入門編                                     | 4月-9月                                    | 繰り返しでマスター！ 〜文法の基礎固め                      | 匹田剛 （東京外国語大学教授）                                | アナトリー・ヴァフロメーエフ ヴィクトリア・ヴィシェゴロツェワ | 新作 後に再放送（『まいにちロシア語』2013年10月~2014年3月) 後に再放送（『まいにちロシア語』2015年10月~2016年3月) 後に再放送（「アンコールまいにちロシア語」2014年度後半） |
| 2013年度  | 前半 | 木-金 | 上級編                                     | 4月-9月                                    | カタツムリの上級編                                         | 黒田 龍之助 （言語学者）                                     | 藤枝・グトワ・エカテリーナ                                    | 新作 2008年度前半「文字からゆっくり 〜カタツムリの初級編」， 2008年度後半「文法もゆっくり 〜カタツムリの中級編」の続編 後に再放送（「アンコールまいにちロシア語」2014年度後半） |
| 2013年度  | 後半 | 月-金 | 2013年度前半の「まいにちロシア語」の再放送 | 2013年度前半の「まいにちロシア語」の再放送 | 2013年度前半の「まいにちロシア語」の再放送                 | 2013年度前半の「まいにちロシア語」の再放送                   | 2013年度前半の「まいにちロシア語」の再放送                    | 2013年度前半の「まいにちロシア語」の再放送 |
| 2014年度  | 前半 | 月-水 | 入門編                                     | 4月-9月                                    | 大人のためのロシア語入門編                                 | 林田理恵 （大阪大学教授）                                    | インナ・ペトレンコ 小倉正史（学習者）                         | 新作 後に再放送（『まいにちロシア語』2017年10月~2018年3月) |
| 2014年度  | 前半 | 木-金 | 実践編                                     | 4月-9月                                    | 会話力アップの実践編                                       | 貝澤 哉 （早稲田大学教授）                                   | オクサーナ・ピスクノーワ ヴァレリー・グレチコ                 | 2008年10月-2009年3月の再放送 |
| 2014年度  | 後半 | 月-水 | 入門編                                     | 4月-9月                                    | 大人のためのロシア語入門編                                 | 林田理恵 （大阪大学教授）                                    | インナ・ペトレンコ 小倉正史（学習者）                         | 2014年4月-9月の再放送 |
| 2014年度  | 後半 | 木-金 | 応用編                                     | 10月-3月                                   | ロシア語大好き！12の扉                                     | 八島 雅彦 （東京外国語大学非常勤講師）                       | 河合エフゲーニヤ                                              | 新作 後に再放送（『まいにちロシア語』2016年10月~2017年3月) |
| 2015年度  | 前半 | 月-水 | 入門編                                     | 4月-9月                                    | サバイバルロシア語                                         | 臼山利信 （筑波大学教授）                                    | アナトリー・ヴァフロメーエフ 狩野エレーナ                     | 新作 後に再放送（『まいにちロシア語』2016年10月~2017年3月) |
| 2015年度  | 前半 | 木-金 | 応用編                                     | 4月-9月                                    | 気軽に話そう 単語を極める応用編                            | 柳町裕子 （新潟県立大学准教授）                              | オリガ・ゴロヴィナ                                            | 2012年4月-9月の再放送 |
| 2015年度  | 後半 | 月-水 | 入門編                                     | 10月-3月                                   | 繰り返しでマスター！ 〜文法の基礎固め                      | 匹田 剛 （東京外国語大学教授）                               | アナトリー・ヴァフロメーエフ ヴィクトリア・ヴィシェゴロツェワ | 2013年4月-9月の再放送 |
| 2015年度  | 後半 | 木-金 | 応用編                                     | 10月-3月                                   | うきうきルースキー 〜私の見たロシア                        | 坂庭淳史 （早稲田大学准教授）                                | オリガ・フィラトワ                                            | 新作 後に再放送（『まいにちロシア語』2017年10月~2018年3月) |
| 2016年度  | 前半 | 月-水 | 入門編                                     | 4月-9月                                    | 千里の道も一歩から                                         | オレーグ・ヴィソーチン （関東国際高等学校講師）              | いちのへ友里（進行）                                          | 新作 後に再放送（『まいにちロシア語』2018年10月~2019年3月) |
| 2016年度  | 前半 | 木-金 | 応用編                                     | 4月-9月                                    | ロシア語大好き！12の扉                                     | 八島 雅彦 （東京外国語大学非常勤講師）                       | 河合エフゲーニヤ                                              | 2014年10月-2015年3月の再放送 |
| 2016年度  | 後半 | 月-水 | 入門編                                     | 10月-3月                                   | サバイバルロシア語                                         | 臼山 利信 （筑波大学教授）                                   | アナトリー・ヴァフロメーエフ 狩野エレーナ                     | 2015年4月-9月の再放送 |
| 2016年度  | 後半 | 木-金 | 応用編                                     | 10月-3月                                   | ロシア縦断紀行～サンクトペテルブルクからカスピ海を目指して | 鳥山祐介 (千葉大学准教授)                                    | エカテリーナ・コムコーヴァ                                    | 新作 後に再放送（『まいにちロシア語』2019年4月~2019年9月) |
| 2017年度  | 前半 | 月-水 | 入門編                                     | 4月-9月                                    | 声に出して覚えるロシア語                                   | 黒岩 幸子 (岩手県立大学教授)                                 | タチアナ・シプコワ マキシム・コヴァリョフ                     | 新作 後に再放送（『まいにちロシア語』において2019年10月～2020年3月） |
| 2017年度  | 前半 | 木-金 | 応用編                                     | 4月-9月                                    | うきうきルースキー 〜私の見たロシア                        | 坂庭 淳史 （早稲田大学教授）                                 | オリガ・フィラトワ                                            | 2015年10月-2016年3月の再放送 |
| 2017年度  | 後半 | 月-水 | 入門編                                     | 10月-3月                                   | 大人のためのロシア語                                       | 林田 理恵 （大阪大学教授）                                   | インナ・ペトレンコ 小倉正史（学習者）                         | 2014年4月-9月の再放送 |
| 2017年度  | 後半 | 木-金 | 応用編                                     | 10月-3月                                   | ロシア文学からの贈り物                                     | 安岡治子 (東京大学教授)                                      | 東井ナジェージダ                                              | 新作 後に2020年4月～９月に再放送。 １９世紀から２０世紀にいたるロシア文学の重要な作家とその作品を読む。名作とされる作品の情感豊かなロシア語に触れることで、読解力だけでなく、ロシアという国やその文化、わけても「人間とは何か」という究極の問題も深める。 |
| 2018年度  | 前半 | 月-水 | 入門編                                     | 4月-9月                                    | ロシア語文法のとびらを開こう!                              | 秋山 真一 (上智大学准教授)                                   | クセーニヤ・ウラノフスカヤ アナトリー・ヴァフロメーエフ       | 新作 |
| 2018年度  | 前半 | 木-金 | 応用編                                     | 4月-9月                                    | ロシア語大好き!12の扉                                      | 八島 雅彦 （東京外国語大学非常勤講師）                       | 河合エフゲーニヤ                                              | 2014年10月-2015年3月の再放送 |
| 2018年度  | 後半 | 月-水 | 入門編                                     | 10月-3月                                   | 千里の道も一歩から                                         | オレーグ・ヴィソーチン （関東国際高等学校講師）              | いちのへ友里（進行）                                          | 2016年4月-9月の再放送 |
| 2018年度  | 後半 | 木-金 | 応用編                                     | 10月-3月                                   | 日本へようこそ！～日本と日本人をかたる                     | 徳永晴美 (ロシア語通訳者)                                    | アレクセイ・ラフーボ                                          | 新作 |
| 2019年度  | 前半 | 月-水 | 入門編                                     | 4月-9月                                    | "いま"を知ろう！つながるためのロシア語                     | 鴻野わか菜 (早稲田大学准教授)                                | エレーナ・ジガロワ エヴゲーニー・ウジーニン                   | 新作 |
| 2019年度  | 前半 | 木-金 | 応用編                                     | 4月-9月                                    | ロシア縦断紀行～サンクトペテルブルクからカスピ海を目指して | 鳥山祐介 (千葉大学准教授)                                    | エカテリーナ・コムコーヴァ                                    | 2016年10月-2017年3月の再放送 |
| 2019年度  | 後半 | 月-水 | 入門編                                     | 10月-3月                                   | 声に出して覚えるロシア語                                   | 黒岩 幸子 (岩手県立大学教授)                                 | タチアナ・シプコワ マキシム・コヴァリョフ                     | 2017年4月-9月の再放送 |
| 2019年度  | 後半 | 木-金 | 応用編                                     | 10月-3月                                   | インタビューで磨く表現力                                   | クセーニヤ・ゴロヴィナ(Ksenia Golovina) (東京大学特任准教授) | -                                                             | 新作 ロシアの各界を代表する３人のインタビューを聞きながら、応用表現を学びます。インタビューに登場するのは、“伝説のバレエダンサー”とも呼ばれるウリヤーナ・ロパートキナさん、指揮者のウラジーミル・フェドセーエフさん、そしてアニメーション作家のユーリー・ノルシュテインさんです。 後に再放送は、2021年4-9月 |
| 2020 年度 | 前半 | 月-水 | 入門編                                     | 4月-6月 7月-9月                            | おもてなしフレーズで学ぶ基礎文法                           | テキスト執筆 浜野アーラ 司会 三遊亭楽麻呂                    | (ゲスト) アナスタシア・ストレブコーワ                         | 新作 観光やビジネスで日本にやってきたロシア人との会話スキットを中心に、ロシア語を初歩から学習。文字の読み方・書き方から、「おもてなし」に役立つ表現まで、段階的に学ぶ。ロシア人にとっての日本の魅力や、ロシアならではの考え方も紹介。 ※新型コロナウイルスの影響により、6月29日～9月23日まで2020年度4月～6月分の再放送を行う「入門編」は、9月28日より新作の放送を再開。 ※災害対応を優先のため、聴き逃しコンテンツの公開は、数時間後～数日後。 |
| 2020 年度 | 前半 | 木-金 | 応用編                                     | 4月-9月                                    | ロシア文学からの贈り物                                     | 安岡 治子 (東京大学教授)                                     | 東井ナジェージダ                                              | 『まいにちロシア語』において2017年10月～2018年3月の再放送 |
| 2020 年度 | 後半 | 月-水 | 入門編                                     | 10月-12月 2021年1月-3月                    | おもてなしフレーズで学ぶ基礎文法                           | テキスト執筆 浜野アーラ 司会 三遊亭楽麻呂                    | (ゲスト) アナスタシア・ストレブコーワ                         | 2020年4月から9月の再放送。 |
| 2020 年度 | 後半 | 木-金 | 応用編                                     | 10月-3月                                   | 朗読に挑戦！？ロシア人が見た日本                           | 黒岩 幸子 (岩手県立大学教授)                                 |                                                               | 新作 |
| 2021 年度 | 前半 | 月-水 | 入門編                                     | 4月-9月                                    | 繰り返しで身に付ける基本表現                               | 堤 正典 (神奈川大学教授)                                     | オリガ・プルツコワ Ольга Пруцкова                             | 新作 短いロシア語のやりとりに何度も触れることで、文字の読み方や発音、基本的なフレーズを体にしみこませていきます。初めてロシア語を学ぶ方に最適です。 |
| 2021 年度 | 前半 | 木-金 | 応用編                                     | 4月-9月                                    | インタビューで磨く表現力                                   | クセーニヤ・ゴロヴィナ(Ksenia Golovina) (東洋大学准教授)     | 古賀明子                                                      | 2019年10月～2020年3月の再放送 |
| 2021 年度 | 後半 | 月-水 | 入門編                                     | 10月-3月                                   | ロシア語文法のとびらを開こう!                              | 秋山 真一 (上智大学准教授)                                   | Ксения Улановская, Анатолий Вахромеев                         | 2018年度の再放送 ロシア語の文字の読み方から始める入門講座。短い例文を用い、基礎文法をコンパクトに体系的に学べます 声の出演 Ksenia Golovina, Максим Куликов |
| 2021 年度 | 後半 | 木-金 | 応用編                                     | 10月-3月                                   | ロシア語大好き！大人も読みたい子供の文学                   | 八島 雅彦 (慶応義塾大学非常勤講師)                           |                                                               | 新作 |
| 2022年度  | 前半 | 月-水 | 入門編                                     | 4月-9月                                    | 楽しく覚える身近なロシア語                                 | 毛利公美 (一橋大学非常勤講師)                                | ヴィクトリア・ヴィシェゴロツェワ、マキシム・クリコフ          | 新作 |
| 2022年度  | 前半 | 木-金 | 応用編                                     | 4月-9月                                    | 朗読に挑戦！ ～ロシア人が見た日本                          | 黒岩幸子 (岩手県立大学特命教授)                              |                                                               | 2020年10月～2021年3月の再放送 |
| 2022年度  | 後半 | 月-水 | 入門編                                     | 10月-3月                                   | 繰り返しで身につける基本表現                               | 堤正典 (神奈川大学教授)                                      | オリガ・プルツコワ                                            | 2021年4月～9月の再放送 |
| 2022年度  | 後半 | 木-金 | 応用編                                     | 10月-3月                                   | 舞台の名シーンに学ぶ生きたことば                           | 佐藤貴之 (上智大学非常勤講師)                                | エレーナ・ヴィソーチナ                                        | 新作 |
| 2023年度  | 前半 | 月-水 | 初級編                                     | 4月-9月                                    | 気持ちが伝わる! チャットから学ぶ基本表現                   | 横井幸子 (大阪大学准教授)                                    | キセニア・ウラノフスカヤ、マキシム・コヴァリョフ              | 新作 |
| 2023年度  | 前半 | 木-金 | 応用編                                     | 4月-9月                                    | ロシア語大好き！ 大人も読みたい子どもの文学                | 八島雅彦 (慶応義塾大学非常勤講師)                            | 河合エフゲーニヤ                                              | 2021年10月～2022年3月の再放送 |
| 2023年度  | 後半 | 月-水 | 入門編                                     | 10月-3月                                   | 楽しく覚える身近なロシア語                                 | 毛利公美 (一橋大学非常勤講師)                                | ヴィクトリア・ヴィシェゴロツェワ、マキシム・クリコフ          | 2022年4月～9月の再放送 |
| 2023年度  | 後半 | 木-金 | 応用編                                     | 10月-3月                                   | オクブカ・グラマチカ 文法手がかり足がかり                  | 金子百合子 (神戸市外国語大学教授)                            | エレーナ・スタリツィナ                                        | 新作 |
| 2024年度  | 前半 | 月-水 | 初級編                                     | 4月-9月                                    | 言葉遊びで学ぶ表現の基礎                                   | 前田和泉 (東京外国語大学教授)                                | マリア・プロホロワ                                            | 新作 |
| 2024年度  | 前半 | 木-金 | 応用編                                     | 4月-9月                                    | 舞台の名シーンに学ぶ生きたことば                           | 佐藤貴之 (上智大学非常勤講師)                                | エレーナ・ヴィソーチナ                                        | 2022年10月～2023年3月の再放送 |
| 2024年度  | 後半 | 月-水 | 初級編                                     | 10月-3月                                   | 気持ちが伝わる! チャットから学ぶ基本表現                   | 横井幸子 (大阪大学准教授)                                    | キセニア・ウラノフスカヤ、マキシム・コヴァリョフ              | 2023年4月～9月の再放送 |
| 2024年度  | 後半 | 木-金 | 応用編                                     | 10月-3月                                   | Haзaд в CCCP ～知られざるソ連への旅                        | 神岡理恵子 (中央学院大学専任講師)                            | ナターリヤ・バルシャイ                                        | 新作 |

### アンコールまいにちロシア語（2009年度–2014年度）
| 年度     | 時期 | 曜日  | レベル                                               | 月                                                   | 題                                                   | 講師                                                 | パートナー                                           | 再放送 |
| -------- | ---- | ----- | ---------------------------------------------------- | ---------------------------------------------------- | ---------------------------------------------------- | ---------------------------------------------------- | ---------------------------------------------------- | --- |
| 2009年度 | 前半 | 月-金 | 初級編                                               | 4月-9月                                              | 文字からゆっくり 〜カタツムリの初級編                | 黒田 龍之助 （言語学者）                             | 藤枝・グトワ・エカテリーナ                           | 2008年4月-2008年9月の「まいにちロシア語」の再放送                                                                              |
| 2009年度 | 後半 | 月-水 | 中級編                                               | 10月-3月                                             | 文法もゆっくり 〜カタツムリの中級編                  | 黒田 龍之助 （言語学者）                             | 藤枝・グトワ・エカテリーナ                           | 2008年10月-2009年3月の「まいにちロシア語」の再放送                                                                             |
| 2009年度 | 後半 | 木-金 | 実践編                                               | 10月-3月                                             | 会話力アップの実践編                                 | 貝澤 哉 （早稲田大学教授）                           | オクサーナ・ピスクノーワ ヴァレリー・グレチコ        | 2008年10月-2009年3月の「まいにちロシア語」の再放送                                                                             |
| 2010年度 | 前半 | 月-金 | 2009年度前半の「アンコールまいにちロシア語」の再放送 | 2009年度前半の「アンコールまいにちロシア語」の再放送 | 2009年度前半の「アンコールまいにちロシア語」の再放送 | 2009年度前半の「アンコールまいにちロシア語」の再放送 | 2009年度前半の「アンコールまいにちロシア語」の再放送 | 2009年度前半の「アンコールまいにちロシア語」の再放送                                                                           |
| 2010年度 | 後半 | 月-金 | 2009年度後半の「アンコールまいにちロシア語」の再放送 | 2009年度後半の「アンコールまいにちロシア語」の再放送 | 2009年度後半の「アンコールまいにちロシア語」の再放送 | 2009年度後半の「アンコールまいにちロシア語」の再放送 | 2009年度後半の「アンコールまいにちロシア語」の再放送 | 2009年度後半の「アンコールまいにちロシア語」の再放送                                                                           |
| 2011年度 | 前半 | 月-金 | 基本編                                               | 4月-9月                                              | ゆっくりじっくり基本編                               | 熊野谷 葉子 （慶應義塾大学専任講師）                 | ニキータ・シュリガー                                 | 2009年4月-9月の「まいにちロシア語」の再放送                                                                                    |
| 2011年度 | 後半 | 月-金 | 基本編                                               | 10月-3月                                             | 気軽に話そう 単語から始める基本編                    | 柳町 裕子 （新潟県立大学准教授）                     | ヤロスラフ・シュラトフ ヴィクトリヤ・ネスティロワ    | 2010年4月-2010年9月の「まいにちロシア語」の再放送                                                                              |
| 2012年度 | 前半 | 月-金 | 2011年度後半の「アンコールまいにちロシア語」の再放送 | 2011年度後半の「アンコールまいにちロシア語」の再放送 | 2011年度後半の「アンコールまいにちロシア語」の再放送 | 2011年度後半の「アンコールまいにちロシア語」の再放送 | 2011年度後半の「アンコールまいにちロシア語」の再放送 | 2011年度後半の「アンコールまいにちロシア語」の再放送                                                                           |
| 2012年度 | 後半 | 月-水 | 入門編                                               | 10月-3月                                             | ファーストステップ 〜基礎の基礎・完全理解！          | 源 貴志 （早稲田大学教授）                           | オリガ・ヤレムチューク                               | 2011年4月-9月・2011年10月-2012年3月の 「まいにちロシア語」の再放送                                                             |
| 2012年度 | 後半 | 木-金 | 応用編                                               | 10月-3月                                             | ニュースがわかる・応用編                             | 鈴木 義一 （東京外国語大学教授）                     | ヤロスラフ・シュラトフ                               | 2011年4月-9月・2011年10月-2012年3月の 「まいにちロシア語」の再放送                                                             |
| 2013年度 | 前半 | 月-金 | 初級編                                               | 4月-9月                                              | 文字からゆっくり 〜カタツムリの初級編                | 黒田 龍之助 （言語学者）                             | 藤枝・グトワ・エカテリーナ                           | 2009年4月-9月の「まいにちロシア語」と 2009年4月-9月・2010年4月-9月の「アンコールまいにちロシア語」の再放送                     |
| 2013年度 | 後半 | 月-水 | 中級編                                               | 10月-3月                                             | 文法もゆっくり 〜カタツムリの中級編                  | 黒田 龍之助 （言語学者）                             | 藤枝・グトワ・エカテリーナ                           | 2010年4月-2010年9月の「まいにちロシア語」と 2009年10月-2010年3月・2010年10月-2011年3月の「アンコールまいにちロシア語」の再放送 |
| 2013年度 | 後半 | 木-金 | 応用編                                               | 10月-3月                                             | ニュースがわかる・応用編                             | 鈴木 義一 （東京外国語大学教授）                     | ヤロスラフ・シュラトフ                               | 2011年4月-9月，2011年10月-2012年3月の「まいにちロシア語」と 2012年10月-2013年3月の「アンコールまいにちロシア語」の再放送       |
| 2014年度 | 前半 | 月-水 | 入門編                                               | 4月-9月                                              | 気持ちを伝える入門編                                 | 八島 雅彦 （東京外国語大学非常勤講師）               | デニス・モロゾフ ダリヤ・アレクサトキナ              | 2012年4月-9月の「まいにちロシア語」の再放送                                                                                    |
| 2014年度 | 前半 | 木-金 | 応用編                                               | 4月-9月                                              | 気軽に話そう 単語を極める応用編                      | 柳町 裕子 （新潟県立大学准教授）                     | オリガ・ゴロヴィナ                                   | 2012年4月-9月の「まいにちロシア語」の再放送                                                                                    |
| 2014年度 | 後半 | 月-水 | 入門編                                               | 10月-3月                                             | ファーストステップ 〜基礎の基礎・完全理解！          | 源 貴志 （早稲田大学教授）                           | オリガ・ヤレムチューク                               | 2011年4月-9月・2011年10月-2012年3月の「まいにちロシア語」と 2012年10月-2013年3月の「アンコールまいにちロシア語」の再放送       |
| 2014年度 | 後半 | 木-金 | 上級編                                               | 10月-3月                                             | カタツムリの上級編                                   | 黒田 龍之助 （言語学者）                             | 藤枝・グトワ・エカテリーナ                           | 2013年4月-9月の「まいにちロシア語」の再放送                                                                                    |

## テーマ曲
- 2008年度
  - Государственный Симфонический Оркестр Кинематографии СССР, Александр Зацепин「 Taкжe кaк нa зeмлe (Из к/ф "Meждy нeбoм и зeмлёй")」

## 関連文献
- 熊野谷葉子（2012）「NHKラジオ「まいにちロシア語」（2009年度）を担当して――4コママンガ形式のスキット「リューバと歩こう！」の試み」『ロシア語教育研究』[1]第3号[2], pp.45-58, 日本ロシア語教育研究会.
- 黒岩幸子（2017）「［ 授業実践 ］NHKラジオ「まいにちロシア語」担当の経験から」[3]『ロシア語教育研究』第8号, pp.53-67, 日本ロシア語教育研究会.